# Terceira Crise do Estreito de Taiwan
A Terceira Crise do Estreito de Taiwan (também conhecida como Crise do Estreito de Taiwan de 1995-1996) foi o resultado de uma série de testes com mísseis realizados pela República Popular da China em águas circundantes de Taiwan - incluindo o Estreito de Taiwan - entre 21 de julho de 1995 a 23 de março de 1996.
O primeiro conjunto de mísseis, disparados de meados ao final de 1995, teriam sido destinados a enviar um sinal forte ao governo da República da China sob Lee Teng-hui, que era visto como pertencente ao movimento de uma política externa distante da Política de Uma China e pró-independência de Taiwan. O segundo conjunto de mísseis foram disparados no início de 1996, supostamente com a intenção de intimidar o eleitorado de Taiwan na corrida para a eleição presidencial de 1996.
O Exército de Libertação Popular também foi mobilizado na província de Fujian, que realiza manobras navais de 15 a 25 agosto de 1995. Em resposta, os Estados Unidos enviaram uma frota militar na Ásia, considerada a maior desde a Guerra do Vietnã. O presidente dos Estados Unidos, Bill Clinton, também ordenou que outros navios fossem implantados na região em março de 1996.